# Пиуамо (муниципалитет)
Пиуамо (исп. Pihuamo) — муниципалитет в Мексике, в штате Халиско, с административным центром в одноимённом городе. Численность населения, по данным переписи 2020 года, составила 11 386 человек.

## Общие сведения
Название Pihuamo с языка тарасков можно перевести двояко: место повелителей или место обмена.
Площадь муниципалитета равна 874,6 км², что составляет 1,1 % от общей площади штата, а наиболее высоко расположенное поселение Лас-Морас находится на высоте 1483 метра.
Пиуамо граничит с другими муниципалитетами штата Халиско: на севере с Туспаном, на востоке с Текалитланом, а также граничит с другими штатами Мексики: на юге с Мичоаканом, и на западе с Колимой.

## Учреждение и состав
Муниципалитет был образован 29 апреля 1891 года, по данным 2020 года в его состав входит 104 населённых пункта, самые крупные из которых:
| Код INEGI                  | Населённый пункт                                                                        | Численность населения (2005 год) | Численность населения (2010 год) | Численность населения (2020 год) |
| -------------------------- | --------------------------------------------------------------------------------------- | -------------------------------- | -------------------------------- | -------------------------------- |
| 065                        | Всего                                                                                   | 11681                            | 12119                            | 11386                            |
| 0001                       | Пиуамо (исп. Pihuamo) 19°15′12″ с. ш. 103°22′47″ з. д. (административный центр)         | 6300                             | 6838                             | 6668                             |
| 0066                       | Эль-Посо-Санто (исп. El Pozo Santo (Crucero del Tule)) 19°19′35″ с. ш. 103°23′05″ з. д. | 799                              | 901                              | 887                              |
| 0037                       | Ла-Эстрелья (исп. La Estrella) 19°13′13″ с. ш. 103°27′34″ з. д.                         | 565                              | 600                              | 620                              |
| 0073                       | Сан-Хосе-дель-Туле (исп. San José del Tule) 19°19′40″ с. ш. 103°22′29″ з. д.            | 407                              | 386                              | 347                              |
| 0074                       | Санта-Крус (исп. Santa Cruz) 19°14′17″ с. ш. 103°25′00″ з. д.                           | 337                              | 319                              | 268                              |
| 0011                       | Баррерас (исп. Barreras) 19°01′14″ с. ш. 103°24′15″ з. д.                               | 257                              | 239                              | 252                              |
| 0052                       | Эль-Наранхо (исп. El Naranjo) 19°05′34″ с. ш. 103°30′00″ з. д.                          | 233                              | 228                              | 221                              |
| 0035                       | Уисачес (исп. Huizaches) 19°10′19″ с. ш. 103°29′24″ з. д.                               | 104                              | 149                              | 181                              |
| —                          | Прочие                                                                                  | 2679                             | 2459                             | 1942                             |
| Названия на карте Генштаба |                                                                                         |                                  |                                  |                                  |

## Природные ресурсы
Муниципалитет располагает следующими ресурсами:
- 40 638 гектар леса, преимущественно состоящие из таких видов деревьев как сосна, дуб, железное дерево, орех, дальбергия, ясень, махагони, парота и цедрела душистая;

- минеральные — месторождения золота, серебра, свинца, меди, цинка, ртути, никеля, марганца, барита, асбеста, талька, кальцита, гипса и известняка.

## Экономическая деятельность
По статистическим данным 2000 года, работоспособное население занято по секторам экономики в следующих пропорциях:
- сельское хозяйство, животноводство и рыбная ловля — 44,4 %;
- промышленность и строительство — 19,7 %;
- торговля, сферы услуг и туризма — 33,9 %;
- безработные — 2 %.

## Инфраструктура
По статистическим данным 2020 года, инфраструктура развита следующим образом:
- электрификация: 98,8 %;
- водоснабжение: 95,3 %;
- водоотведение: 98,1 %.